# Ricordi perduti
Ricordi perduti (Souvenirs perdus) è un film del 1950 diretto da Christian-Jaque.

## Trama
Film a episodi che prendono vita grazie ad alcuni oggetti conservati nel magazzino degli oggetti smarriti. Storie tristi o tragiche di persone che vivono nella menzogna e vengono travolte dalla vita.
Statuetta di Osiride: Philippe che vive di espedienti e Florence modella si ritrovano durante una visita notturna al Louvre e raccontano di essere diventati lui un famoso archeologo lei la moglie di un uomo benestante.
Corona Mortuaria: pur di salvare Jean Pierre, musicista donnaiolo e suo datore di lavoro da Suzy, ex amante gelosa decisa ad ucciderlo, Armand il maggiordomo le mente dicendole che è appena morto. Si ritrovano però al funerale dello zio omonimo.
Stola di pelliccia: Danièle, una giovane donna solitaria, ha deciso di suicidarsi, finirà strangolata da Gerard un omicida fuggito dal manicomio.
Violino: Raoul, un agente di polizia, corteggia Solange, giovane vedova con un figlio che studia il violino senza alcuna passione. Sarà Raoul, un cantante di strada, a conquistare il cuore della donna.